# Matchbook Romance
Matchbook Romance byla americká emo a post-hardcoreová hudební skupina, která vznikla v roce 1997 v Poughkeepsie v New Yorku. Za dobu svého působení vydala dvě studiová alba a jedno EP album, mezi lety 2007 a 2008 byla kapela v nečinnosti. V roce 2009 sice vystoupila na 5 koncertech, ale od té doby je opět v nečinnosti, nicméně zatím nepotvrdila ani konec ani plánované obnovení činnosti.
Skupina debutovala s EP albem West for Wishing na počátku roku 2003 a později ten rok vydala své první studiové album Stories and Alibis. Objevili se také na splitovém albu se skupinou Motion City Soundtrack, kde nahráli písně „Playing for Keeps“ a „In Transit for You“. V roce 2006 vydala kapela své druhé studiové album s názvem Voices. Hit s názvem „Monsters“ se objevil v několika videohrách.
V roce 2007 oznámila kapela ukončení činnosti na dobu neurčitou. I když od té doby několikrát koncertovala, nové album zatím nepřipravuje a žádné další nevydala.

## Diskografie
- Stories and Alibis (2003)
- Voices (2006)

## Členové
- Andrew Jordan (zpěv, kytara)
- Ryan "Judas" DePaolo (kytara, zpěv, piano)
- Ryan Kienle (basová kytara)
- Aaron Stern (bicí)